# بريتاني أندروود
بريتاني أندروود (بالإنجليزية: Brittany Underwood)‏ هي منتجة أفلام ومغنية وممثلة أمريكية، ولدت في 6 يوليو 1988 في ماونتين ليكس (نيوجيرسي) في الولايات المتحدة.

## أعمال

### مسلسلات
- هوليوود هايتس

## وصلات خارجية
- الموقع الرسمي
- بريتاني أندروود على موقع IMDb (الإنجليزية)
- بريتاني أندروود على موقع قاعدة بيانات الفيلم (الإنجليزية)